# Baisha

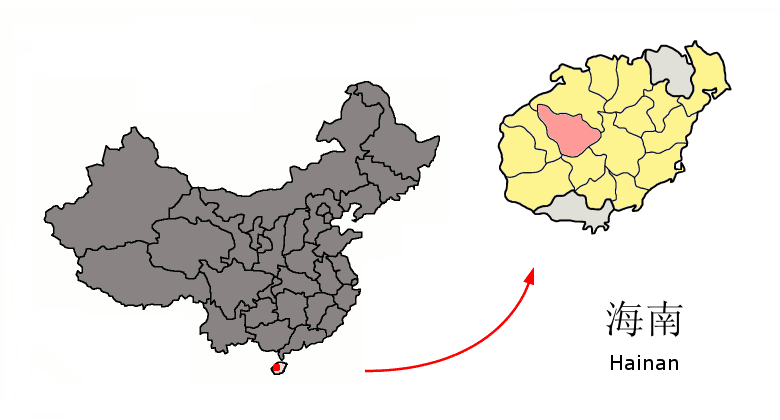
Lage des Autonomen Kreises Baisha der Li (rosa) in der direkt der Provinz unterstellten Zone (gelb)

Der Autonome Kreis Baisha der Li (白沙黎族自治县,  Báishā Lízú zìzhìxiàn) ist ein autonomer Kreis der Li in der Provinz Hainan (海南省) im Süden der Volksrepublik China. Die Fläche beträgt 2.120 Quadratkilometer und die Einwohnerzahl 164.699 (Stand: Zensus 2020). Sein Hauptort ist die Großgemeinde Yacha (牙叉镇).